# 一喜托美
一喜托美（？—？）西藏人，汉名王锡恩，中华民国北洋时期政治人物。曾任中华民国第一届国会第一期、第二期常会众议院议员。